# Fredrik Montelin

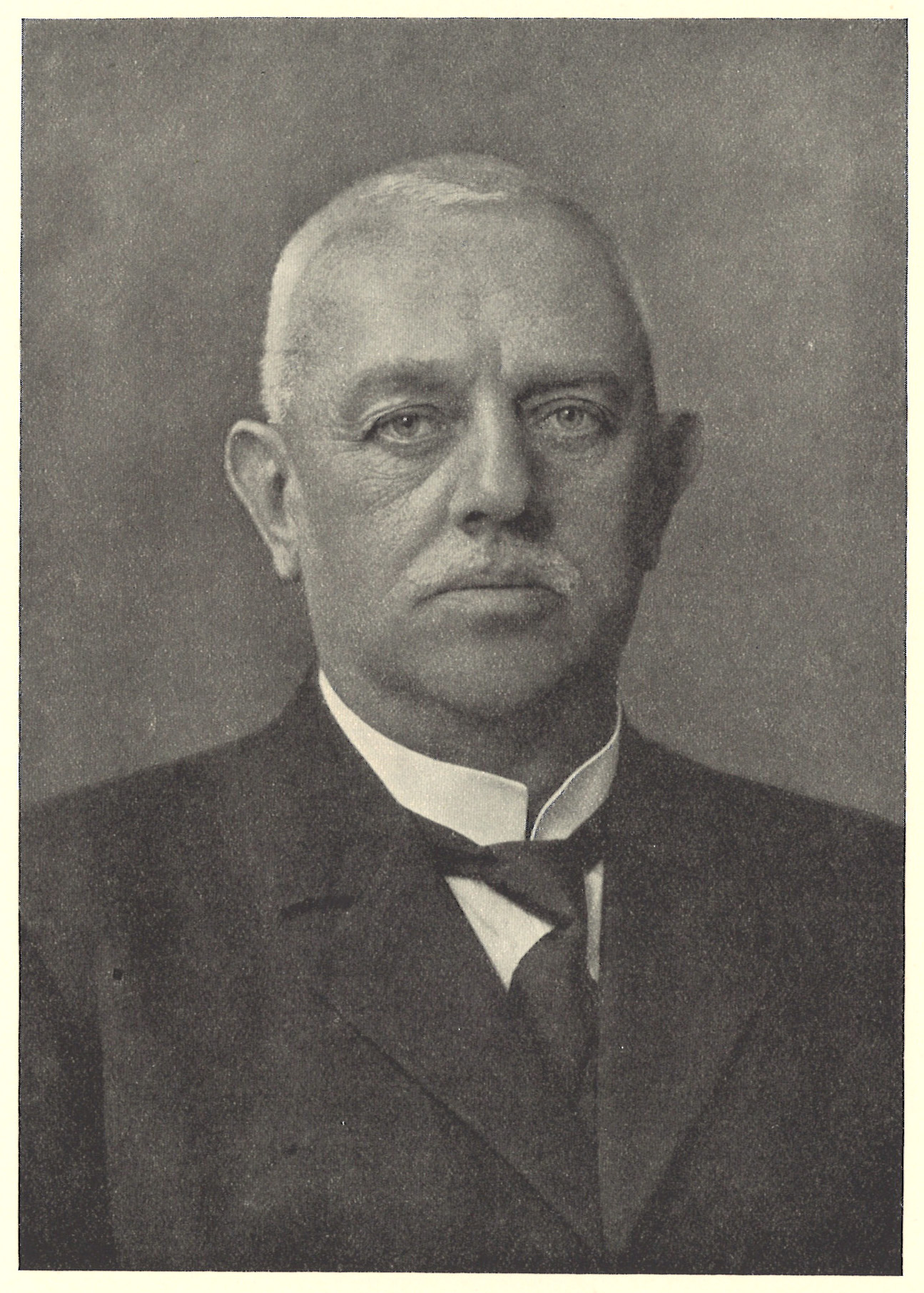
Universitetsapotekare Fredrik Montelin.

Adolf Fredrik Montelin, född den 17 januari 1871 i Lund, död den 28 oktober 1941 i Lund, var en svensk universitetsapotekare, kommunpolitiker och bolagsman.
Montelin var son till apotekaren i Lund Carl Adolf Fredrik Montelin (1829–1895) och Mathilda Carolina Oldberg (1831–1897). Montelin tog apotekarexamen 1897 och var från 1898 innehavare av Universitetsapoteket Svanen i Lund. Han var ordförande i Skånska kretsen av Sveriges apotekareförbund och ledamot av Malmöhus läns landsting från 1922. Montelin var även ordförande i Skånska städernas brandförsäkrings- och brandstodsinrättningar och från 1924 i Gamla sparbanken i Lund. Montelin innehade talrika framskjutna poster inom det kommunala livet i Lund, bland annat som ledamot av drätselkammaren 1900–1932 (som dess ordförande från 1912) och stadsfullmäktige från 1905 (ordförande från 1931). Montelin var initiativtagare till de 1929 stiftade Skånska städernas drätselkammareförbund (dess ordförande 1929–1933, hedersordförande från 1933). Fredrik Montelin är begravd på Östra kyrkogården i Lund.

## Utmärkelser, ledamotskap och priser
- Ledamot av Vetenskapssocieteten i Lund (LVSL)[4]